# 絲指馬鮁屬
絲指馬鮁屬，是條鰭魚綱鰺形目馬鮁科下的一個屬。

## 命名
本屬的學名的拉丁語字根意為「細絲」，意為「手」，因胸鰭部分鰭條呈游離細絲狀而得名。
學名作者、美國魚類學家乔治·斯普拉格·迈尔斯在1936年命名本屬時，誤將所用來自叢絲指馬鮁的模式標本當作是瓦朗西安納命名的黑手馬鮁（Polynemus melanochir）。直到1991年才由罗斯·费尔特斯（Ross M. Feltes）為該未命名的模式標本發表了新學名Filimanus perplexa，並得到國際動物命名法委員會決議以新學名為本屬的模式種學名。

## 分布
本屬為海魚，底棲，分布於印度洋到西太平洋的熱帶沿岸海域，棲息深度在23公尺以内。

## 形態
本屬為小型魚，最大體長在12到38公分之間，體形紡錘形，背鰭硬8-9枚，軟條11-13枚，臀鰭硬棘3枚、軟條10-15枚，脊椎24節，胸鰭絲條通常7枚，也有6枚與8枚各一種。

## 分類
目前這個屬有6個被認可的種：
- 七絲指馬鮁 Filimanus heptadactylus (Cuvier, 1829)
- 六絲指馬鮁 Filimanus hexanema (Cuvier, 1829)
- 叢絲指馬鮁 Filimanus perplexa Feltes, 1991
- 西氏絲指馬鮁 Filimanus sealei (Jordan & Richardson, 1910)
- 真絲指馬鮁 Filimanus similis Feltes, 1991
- 黃絲指馬鮁 Filimanus xanthonemus (Valenciennes, 1831)

## 經濟利用
除了真絲指馬鮁有少量經濟價值外，本屬其他魚種都不受青睞。